# Phraortes mikado
Phraortes mikado är en insektsart som beskrevs av Rehn, J.A.G. 1904. Phraortes mikado ingår i släktet Phraortes och familjen Phasmatidae. Inga underarter finns listade i Catalogue of Life.